# Beaufortia decussata
Beaufortia decussata là một loài thực vật có hoa trong Họ Đào kim nương. Loài này được R.Br. mô tả khoa học đầu tiên năm 1812.